# Стадион Ференц Суса
47° 34′ 29.61″ N 19° 5′ 4.74″ E / 47.5748917° С; 19.0846500° И
Стадион Ференца Сусе (мађ. Szusza Ferenc Stadium), раније познат као Међери ут стадион (Megyeri úti stadion), фудбалски стадион који се налази у делу Будимпеште познатом као Ујпешт и служи као домаћи терен фудбалском клубу ФК Ујпешт. Стадион је отворен 17. септембра 1922. године и има капацитет од 13.501 гледалаца. Дизајн је дао архитекта Алфред Хајош. Стадион је реновиран током 2000/2001 године.
Од 2003. године име стадиона је промењено у Стадион Ференца Сусе по познатом мађарском фудбалеру Ференц Суси, који је целу своју каријеру провео у једном клубу ФК Ујпешт.

## Историја
После годину дана изградње стадион је отворен 1922. године утакмицом ФК Ујпешта против ФК Ференцвароша 2:1. Од јуна 1925. године до јуна 1929. године постојала је бициклистичка стаза око игралишта и стадион је коришћен и као велодром. Како је стаза заузимала стајалишна места, капацитет стадиона је смањен на 15.000.
Поплава која ју је задесила 1945. године је уништила трибине али захваљујући томе је урађена реновација и Међери ут стадион је постао највећи стадион у Мађарској са капацитетом од 45.117 гледалаца (ово је остало до отварања Непстадиона 1953. године). Прва интернационална утакмица на овом стадиону је одиграна 1948. године, домаћин Мађарска је дочекала Румунију и не баш гостољубиво победила са 9:0.
Главни догађај током 1949. године је био Други светски фестивал младих и студената. Средином педесетих година инсталирана је атлетска стаза тако да је капацитет стадион опет смањен на 32.000.
Рефлектори су постављени у априлу 1968. године а утакмица финала Купа сајамских градова Ујпешта против Њукасла (2:3) 1969. године је такође одржана на овом стадиону.
На овом стадиону су такође одигране финалне утакмице мађарског купа 1972. и 2007. године. До 2000. године једино су промењени рефлектори, 1988. године. Између 2000. и 2001. године стадион је комплетно реновиран и прилагођен новим УЕФА и ФИФА правилима, тако да су сва места за седење и капацитет стадиона је спао на 13.501, и има са свих страна надограђен кров.
Стари назив стадиона Међери ут је 2003. године промењен у Ференц Соса.

## Посећеност

### Рекорди
рекордна посета:
- 50.000 Мађарска v Аустрија, 3. октобар 1948, (Пријатељска утакмица)
- 50.000 Мађарска v Аустрија, 8. мај, 1949, (Пријатељска утакмица)
- 50.000 Мађарска v Шведска, 20. новембар, 1949, (Пријатељска утакмица)

Рекордна просечна посета на лигашкој утакмици:
- 40.000 ФК Ујпешт v ФК Ференцварош, 18. септембар 1949

Рекордна просечна посета на лигашким утакмицама:
- 1952: 20.571

### Просечна посета по годинама, Мађарска лига
- 2000-01: 3.194
- 2001-02: 3.437
- 2002-03: 2.732
- 2003-04: 3.508
- 2004-05: 3.389
- 2005-06: 4.635
- 2006-07: 3.045

## Међународне утакмице
До 2007. године одиграно је укупно 26 утакмица Мађарске репрезентације на овом стадиону. Стадион је у периоду од 1948. па до 1953. године био домаћи терен за фудбалску репрезентацију Мађарске. На овом терену фудбалска репрезентација Мађарске није изгубила ниједну утакмицу у периоду од 1948. па до 2006. године (58 година), све до утакмице са Норвешком, коју је изгубила са 4:1.